# Inspetoria-geral das Polícias Militares
A Inspetoria Geral das Polícias Militares (IGPM) é o órgão de coordenação e controle do Exército Brasileiro sobre as Polícias Militares (PMs) e Corpos de Bombeiros Militares (CBMs), que são corporações estaduais, mas também forças auxiliares e de reserva do Exército federal. A Constituição dá à União a competência de “legislar sobre normas gerais de organização, efetivos, material bélico, garantias, convocação e mobilização” das corporações estaduais, e a IGPM é encarregada de estudos e assessoramento nessas áreas. Entre outras atribuições, ela mantém bancos de dados sobre as armas de fogo, blindados, aeronaves e outros materiais bélicos permitidos aos militares estaduais.
A criação da IGPM em 1967, à época vinculada ao Departamento-Geral do Pessoal do Ministério da Guerra, foi um marco na centralização das milícias estaduais sob as Forças Armadas, em detrimento dos governadores estaduais e suas secretarias de segurança pública. O Exército procedeu a uma uniformização nacional da formação, treinamento, carreira e armamento das Polícias Militares. Os currículos, a localização geográfica dos batalhões e até as listas de promoção foram controlados pela Inspetoria. À época, os objetivos eram impedir a formação de exércitos estaduais e empregar as Polícias Militares para os fins da Doutrina de Segurança Nacional. Após a abertura política o Exército perdeu cada vez mais poder sobre as PMs, mas manteve poderes de veto na legislação.